# Orphanostigma excisa
Orphanostigma excisa is een vlinder uit de familie van de grasmotten (Crambidae), uit de onderfamilie van de Spilomelinae. De wetenschappelijke naam van deze soort is voor het eerst voorgesteld als Syngamia excisa door Edward L. Martin in een publicatie uit 1956.
De soort komt voor in Kameroen, Burundi, Malawi en Mozambique.